# 永庆站
永庆站（中国朝鲜语：／ Yeonggyeong yeok */?）是敦白客运专线上的一座车站，2021年12月24日随敦白客运专线开通而投入使用，由沈阳局集团延吉车务段管辖。